# Sanengenrusta
Sanengenrusta är en bergstopp i Antarktis. Den ligger i Östantarktis. Norge gör anspråk på området. Toppen på Sanengenrusta är 2 520 meter över havet.
Terrängen runt Sanengenrusta är varierad. Trakten är glest befolkad. Närmaste befolkade plats är Svea, 13,5 kilometer norr om Sanengenrusta. 